# Ceanothus ophiochilus
Ceanothus ophiochilus är en brakvedsväxtart som beskrevs av S. Boyd, T. Ross och L. Arnseth. Ceanothus ophiochilus ingår i släktet Ceanothus och familjen brakvedsväxter. Inga underarter finns listade i Catalogue of Life.

## Bildgalleri

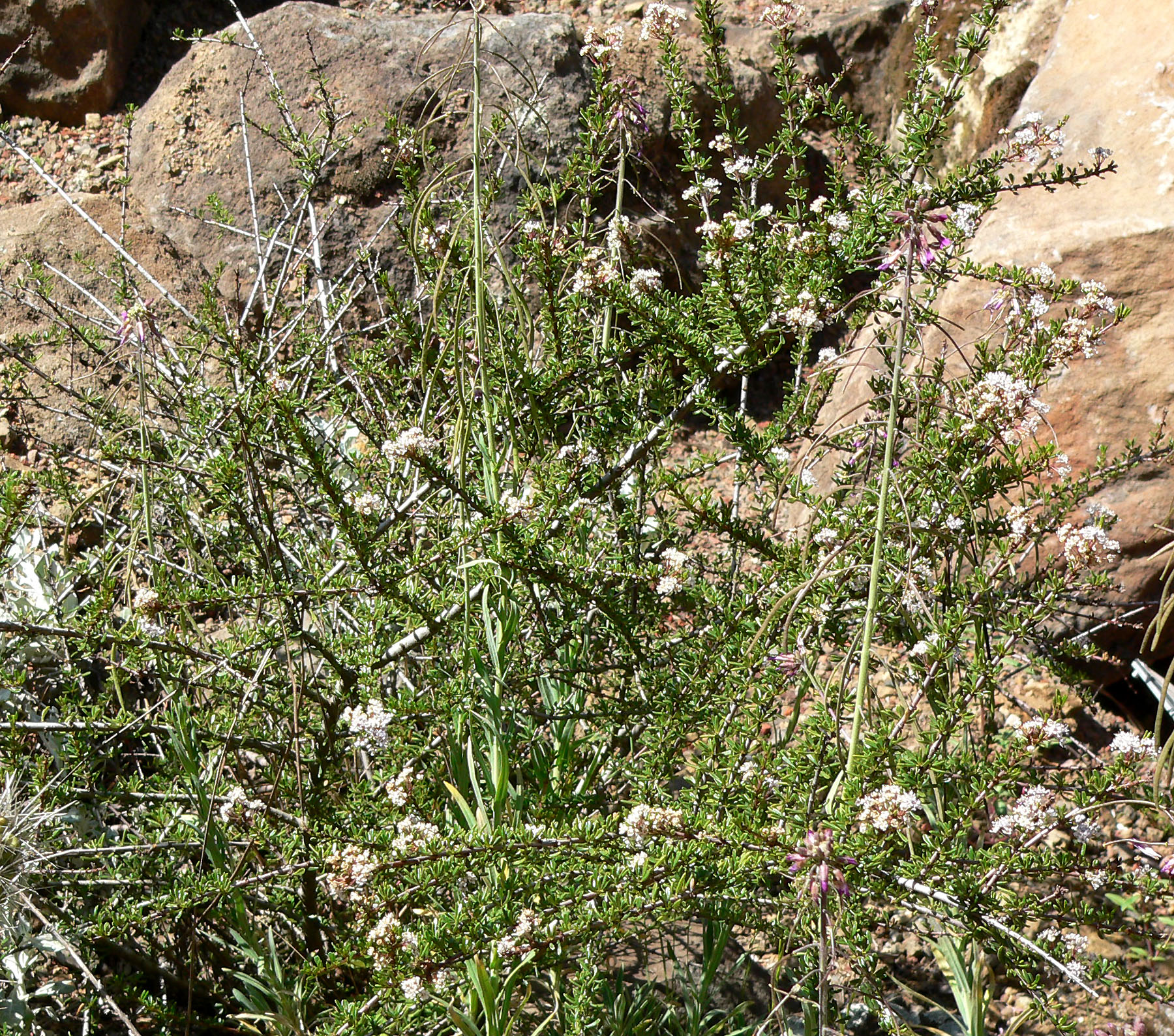
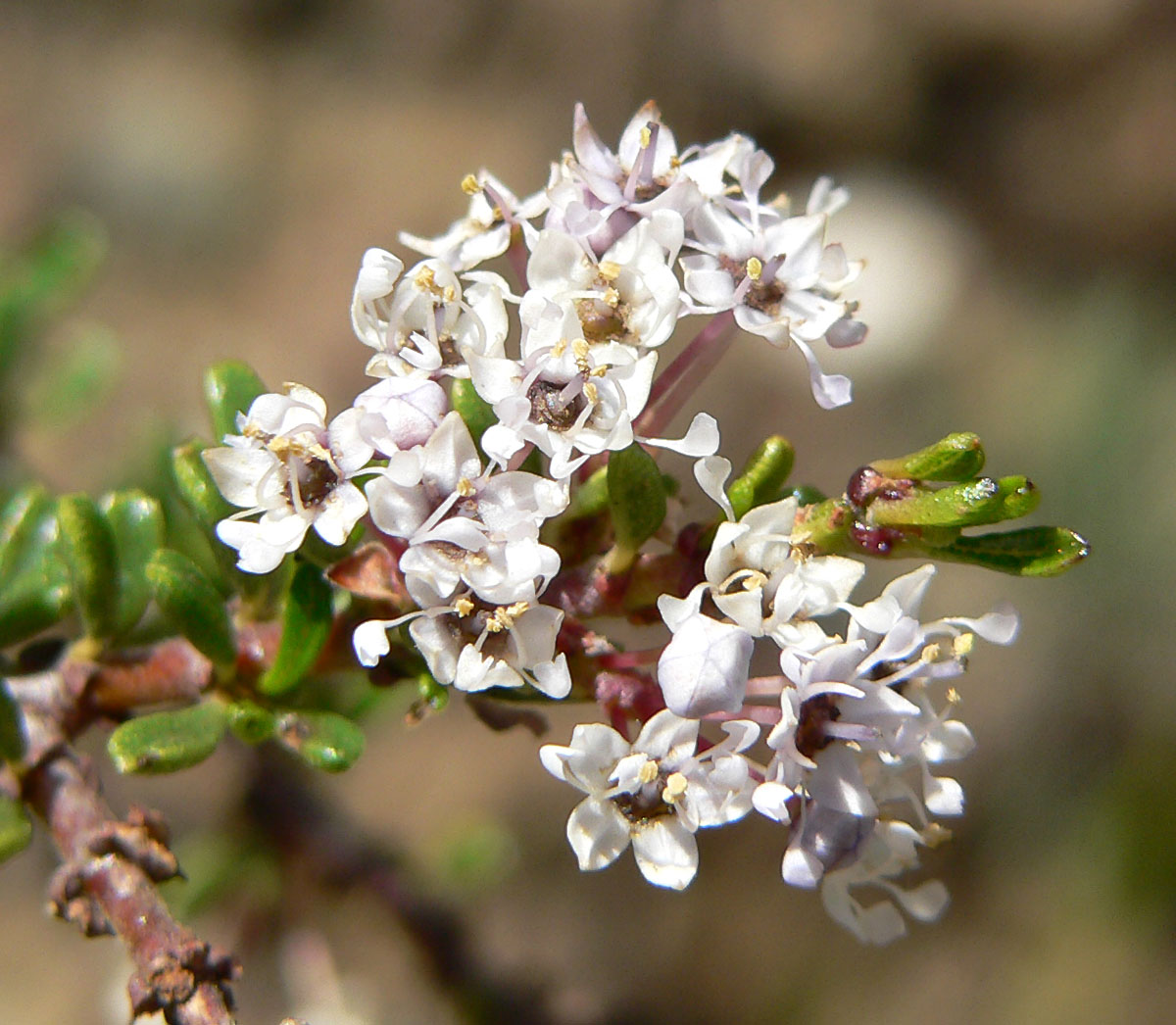
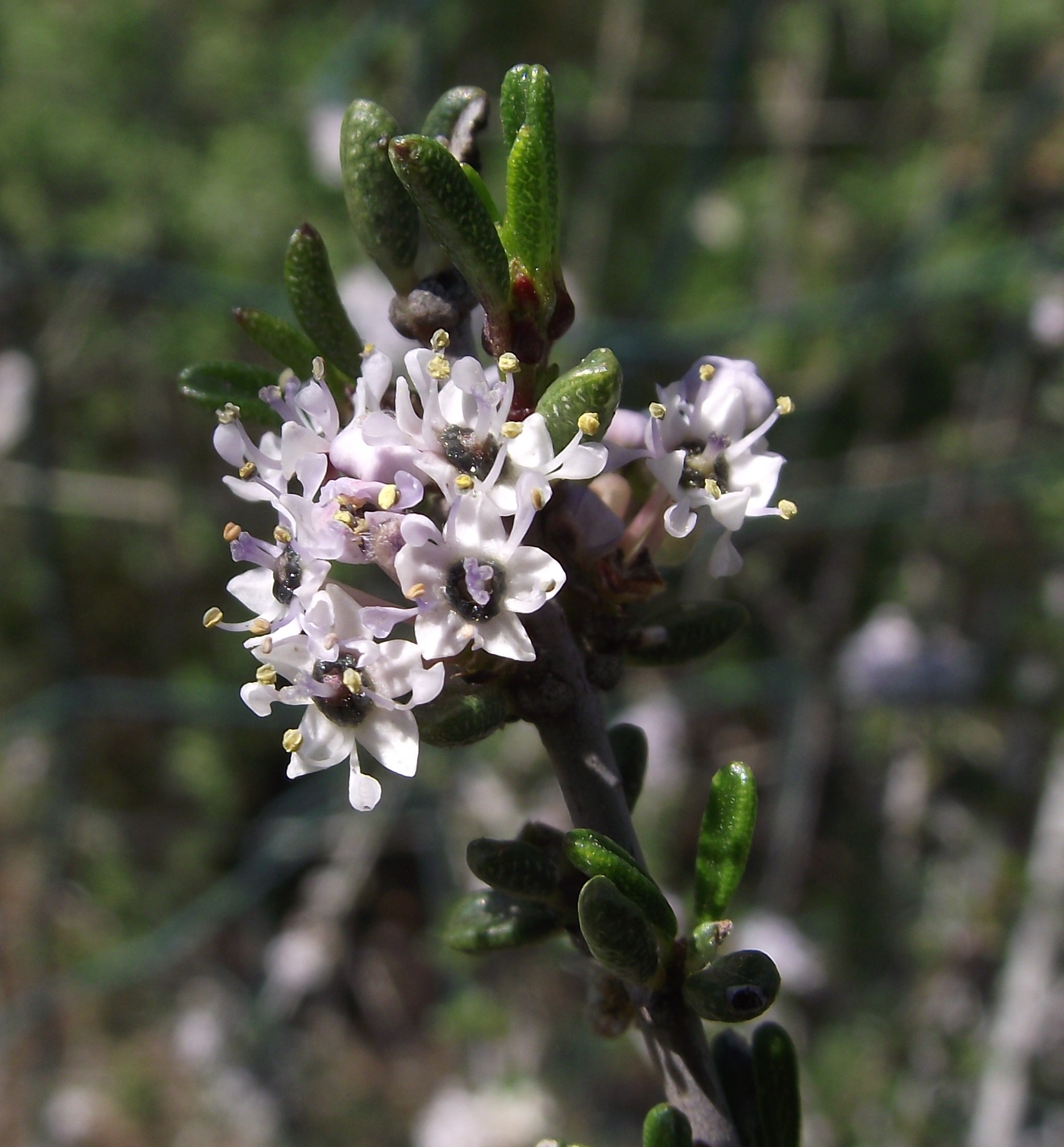
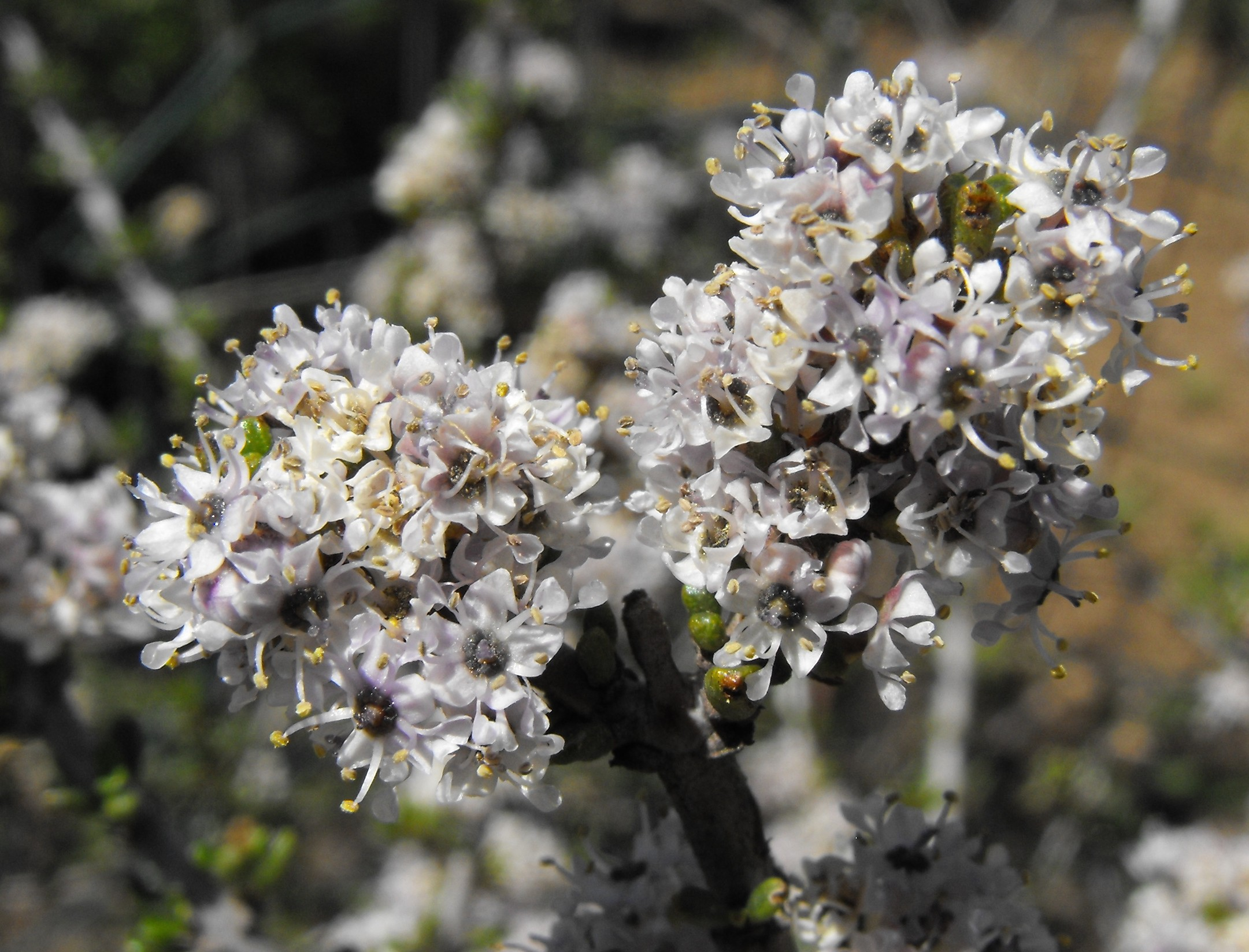